# Abgeschlossene offene Menge
Im Teilgebiet Topologie der Mathematik ist eine abgeschlossene offene Menge (im Englischen clopen set, im Deutschen auch abgeschloffene Menge) eine Teilmenge eines topologischen Raums, die zugleich abgeschlossen und offen ist. 
Dies erscheint auf den ersten Blick seltsam; doch ist zu bedenken, dass die Begriffe offen und abgeschlossen in der Topologie eine andere Bedeutung als in der Alltagssprache haben. Eine Menge ist abgeschlossen, wenn ihr Komplement offen ist, was die Möglichkeit einer offenen Menge ergibt, deren Komplement ebenfalls offen ist, wodurch beide Mengen sowohl offen als auch geschlossen sind und daher abgeschlossen und offen sind. Analog ist eine Menge offen, wenn ihr Komplement abgeschlossen ist. Daraus folgt, dass eine Menge offen und abgeschlossen ist, wenn sowohl die Menge selbst als auch ihr Komplement abgeschlossen sind. Der Begriff der abgeschlossenen offenen Menge ist nicht zu verwechseln mit dem des halboffenen Intervalls.

## Beispiele
In jedem topologischen Raum sind die leere Menge und der ganze Raum abgeschlossen und offen. In einem zusammenhängenden topologischen Raum sind dies die einzigen Teilmengen, die abgeschlossen und offen sind.
Im topologischen Raum X, der aus der Vereinigung der beiden abgeschlossenen Intervalle {\displaystyle [0,1]} und {\displaystyle [2,3]} besteht, versehen mit der aus der Standardtopologie auf {\displaystyle \mathbb {R} } induzierten Topologie, ist die Menge {\displaystyle [0,1]} abgeschlossen und offen.
Analog ist im topologischen Raum Y, der aus der Vereinigung der beiden offenen Intervalle {\displaystyle (0,1)} und {\displaystyle (2,3)} besteht, versehen mit der aus der Standardtopologie auf {\displaystyle \mathbb {R} } induzierten Topologie, ist die Menge {\displaystyle (0,1)} abgeschlossen und offen.
Im Allgemeinen ist eine Zusammenhangskomponente eines Raumes nicht offen und abgeschlossen: In der Alexandroff-Kompaktifizierung der Menge der natürlichen Zahlen {\displaystyle \mathbb {N} } bildet der unendlich ferne Punkt eine Zusammenhangskomponente, die nicht offen ist.
Betrachte die Menge {\displaystyle \mathbb {Q} } der rationalen Zahlen mit der Standardtopologie, und darin die Teilmenge A aller rationalen Zahlen, die größer als (oder hier äquivalent: mindestens so groß wie) die Quadratwurzel von 2 sind. Da {\displaystyle {\sqrt {2}}} irrational ist, kann man leicht zeigen, dass A abgeschlossen und offen ist. Beachte aber, dass A als Teilmenge der reellen Zahlen weder abgeschlossen noch offen ist; die Menge aller reellen Zahlen größer als {\displaystyle {\sqrt {2}}} ist offen, aber nicht abgeschlossen, während die Menge aller reellen Zahlen, die mindestens so groß wie {\displaystyle {\sqrt {2}}} sind, abgeschlossen, aber nicht offen ist.

## Eigenschaften
- Eine Teilmenge eines topologischen Raumes ist genau dann offen und abgeschlossen, wenn ihr Rand leer ist.
- Ein topologischer Raum X ist genau dann zusammenhängend, wenn die einzigen abgeschlossenen offenen Mengen die leere Menge und X sind.
- Jede abgeschlossene offene Teilmenge lässt sich als (möglicherweise unendliche) Vereinigung von Zusammenhangskomponenten darstellen.
- Wenn jede Zusammenhangskomponente offen ist (was zum Beispiel dann der Fall ist, wenn X nur endlich viele Komponenten hat, oder wenn X lokal zusammenhängend ist), dann ist auch jede Vereinigung von Zusammenhangskomponenten abgeschlossen und offen.
- Ein topologischer Raum ist genau dann diskret, wenn jede Teilmenge abgeschlossen und offen ist.
- Für jeden topologischen Raum bilden die abgeschlossenen offenen Mengen eine Boolesche Algebra.
- Eine offene Untergruppe einer topologischen Gruppe ist auch abgeschlossen. Eine abgeschlossene Untergruppe von endlichem Index ist auch offen.